# Śmiech (obraz Umberta Boccioniego)
Śmiech (wł. La risata) – namalowany w 1911 roku przez Umberta Boccioniego obraz olejny, przedstawiający scenę rodzajową w kawiarni z udziałem trzech prostytutek w towarzystwie trzech mężczyzn. Jedna z kobiet głośno się śmieje (stąd tytuł obrazu). Płótno odzwierciedla zainteresowanie futurystów sensacją i ruchem oraz teorią Bergsona, a także ich fascynację nowoczesnością (obecność światła elektrycznego).
Obraz został pokazany po raz pierwszy wiosną 1911 roku na wystawie Arte Libera w Mediolanie, w trakcie której został uszkodzony przez jednego ze zwiedzających, po czym przemalowany (lub namalowany od nowa) wczesną jesienią tego samego roku, po powrocie Boccioniego z wystawy kubistycznej w Paryżu. Ta druga wersja dzieła (zachowana do dziś) została ponownie pokazana na wystawie futurystycznej w Galerie Bernheim-Jeune w Paryżu oraz wiosną 1912 roku na wystawach w Londynie i w Galerie Der Sturm w Berlinie, gdzie została sprzedana. Od 1959 roku znajduje się w zbiorach Museum of Modern Art w Nowym Jorku.

## Okoliczności powstania
Śmiech to jedno z pierwszych dzieł, które można nazwać futurystycznymi. Pochodzi z okresu pełnej dojrzałości artystycznej Boccioniego, kiedy zerwał on ostatecznie z dywizjonizmem i sformułował nowy, futurystyczny pogląd, zakorzeniony w studiach wrażeń odniesionych na podstawie obserwacji nowoczesnego życia. Nie wiadomo dokładnie, kiedy artysta namalował ten obraz. Kiedy pokazano go wiosną 1911 roku na wystawie Arte Libera w Mediolanie, krytycy przyjęli go z mieszanymi uczuciami. Obraz został uszkodzony przez jednego ze zwiedzających, co dało później powód do snucia przypuszczeń na temat sposobów, w jaki został uszkodzony, a następnie naprawiony i przemalowany. Krytyk sztuki Guido Ballo w 1964 roku stwierdził, iż obraz został pocięty żyletką. Pewnych wskazówek co do okoliczności uszkodzenia płótna udziela znajdujący się wśród dokumentów Boccioniego przypuszczalny wyciąg z telegramu wysłanego do poety Filippo Tommaso Marinettiego, w którym jest mowa o „nieznanych tchórzach, którzy uszkodzili obraz Śmiech Boccioniego”, a także artykuł na temat wystawy, opublikowany 7 maja 1911 roku w gazecie La Perseveraza; wynika z niego, iż jeden z widzów komentując ironicznie artystyczną wolność propagowaną na wystawie wbił palec w nieobeschłe jeszcze płótno i przeciągnął po nim kreśląc zygzaki. Niektórzy znawcy utrzymują, iż obraz został całkowicie przemalowany w stylu kubistycznym jesienią 1911 roku, po czym ponownie pokazany na wystawie futurystycznej w Galerie Bernheim-Jeune w Paryżu.

## Opisy obrazu

### Opis Barbantiniego
Jeden z pierwszych opisów obrazu przedstawił 19 maja 1911 roku krytyk sztuki Nino Barbantini w artykule L’esposizione libera di Milano, zamieszczonym w czasopiśmie Galerie Bernheim-Jeune; według niego Śmiech przedstawia grupę kobiet lekkich obyczajów i mężczyzn – bon vivants w trakcie ożywionej dyskusji, siedzących wokół kawiarnianego stolika w momencie, gdy jedna z kobiet wybucha donośnym śmiechem, któremu wtórują pozostali. Sceneria została przedstawiona z ostrą przenikliwością, a jej efekt artysta osiągnął w dużej mierze dzięki gwałtownej kolorystyce i oszałamiającemu przeciwstawieniu bardzo intensywnych i świetlistych tonacji. Widoczny wśród zebranych ogromny, żółty pióropusz wydaje się przypominać wybuchające fajerwerki.

### Opis Boccioniego
Sam Boccioni w komentarzu dołączonym do katalogu towarzyszącego pokazowi obrazu w Londynie w marcu 1912 roku opisał swoje dzieło jako scenę, którą tworzą weseli goście siedzący wokół stołu w restauracji. Postacie i przedmioty obecne na płótnie ujął ze wszystkich stron, tak jak je zapamiętał.

### Opis i analiza Ragghiantiego
Krytyk sztuki Carlo Ludovico Ragghianti opierając się na oświadczeniu Marinettiego z 7 maja, wydanym po otrzymaniu wspomnianego wyżej telegramu, zaproponował w 1962 roku rekonstrukcję oryginału na podstawie szkiców przygotowawczych Boccioniego. Według jego interpretacji w scenie uczestniczą trzy wulgarne prostytutki lub utrzymanki w towarzystwie trzech mężczyzn. Pierwsza z kobiet, widoczna po lewej stronie, siedzi odchylona do tyłu i śmieje się. Jej ręce obwieszone są serpentynami, spływającymi na piersi. Druga, umieszczona w centrum, na pierwszym planie, jest odwrócona tyłem do widza. Ma na sobie jasnoczerwoną sukienkę z szerokimi rękawami, a jej włosy są rozwiane niczym płomienie. W pierwotnej wersji kobieta miała na głowie wielki kapelusz z pióropuszem stanowiący kulminację całej kompozycji i mający swoją przeciwwagę w czerwono-fioletowym kapeluszu śmiejącej się, pierwszej kobiety. Trzecia z kobiet, której profil jest częściowo widoczny z prawej strony, śmieje się wkładając papieros w krwistoczerwone usta. Trzej mężczyźni ubrani są w marynarki i białe kamizelki. Wąsaty mężczyzna po lewej siedzi wyciągnięty na krześle, a jego twarz odbija się w lustrze. Drugi, po prawej, oparty łokciem o stół zapala papierosa od płomienia zapałki. Trzeci z mężczyzn, widoczny w górnej części obrazu, pochyla się w stronę śmiejącej się kobiety. Scenerii dopełniają wytworne krzesła i wymyślnie zastawiony stół, na którym widać talerze, kieliszki, ukazane w przekroju i butelkę z syfonem, na którą pada światło. Pomieszczenie jest oświetlone światłem elektrycznym. Boccioni przemalowując obraz zachował w całości jego poprzednie rozplanowanie, naniósł jednak – dla futurystycznego wrażenia – pewną liczbę skośnych klinów, biegnących ku górze; bez zmian pozostawił dolną część kompozycji. Kształt klina artysta nadał również kawiarnianym stolikom, dzięki czemu kompozycja zyskała nowy wyraz. W miejsce ogromnego kapelusza z pióropuszem, który miała na głowie siedząca na pierwszym planie kobieta w pierwotnej wersji obrazu, wprowadził Boccioni wielką lampę, której jaskrawe światło stało się teraz najważniejszym i najbardziej impresyjnym elementem obrazu. Takie rozplanowanie nie odbiega zasadniczo od pierwowzoru, jako że artysta zachował relację pomiędzy kulistą formą kobiety na pierwszym planie a postacią śmiejącej się kobiety na dalszym. Obraz cechuje szybkie i zręczne użycie koloru, w stylu secesyjnym. Widoczne na pierwotnej wersji ślady dywizjonizmu i puentylizmu jak śmiejąca się kobieta, czerwona suknia czy bardziej realistyczne fragmenty męskich głów i ich ubiorów artysta pozostawił prawie nienaruszone. Na drugiej wersji dzieła widać jednak tendencję do fragmentaryzacji kompozycji, osiągniętej między innymi przy pomocy dużej liczby przecinających się linii.
Przedstawienie postaci, zarówno tych widocznych z przodu, jak i od tyłu ze wszystkich stron jest cechą symultanizmu, tak bliskiego futurystom. Przy pomocy błysku świateł oraz rozczłonkowanych stołów i kieliszków artysta oddał nastrój światowego życia, a zarazem wesołego wieczoru. Jedynym elementem obrazu ukazanym realistycznie jest twarz kobiety, zgodnie z teorią Bergsona według której śmiech to system racjonalnie uporządkowany, zmieniający się nagle w wirującą maszynę. Sieć jasnych smug łączących poszczególne fragmenty obrazu zaciera tradycyjną perspektywę, ale umożliwia ogląd lokalu. Artysta sięgnął do kolorów jaskrawych, wyłącznie podstawowych: czerwonego, niebieskiego i żółtego, zgodnie z koncepcjami zawartymi w „Manifeście malarzy futurystycznych” z 1910 roku. Przy pomocy linii oddal też emanację śmiechu, promieniującego z twarzy kobiety; jego energia wypełnia przestrzeń w większym stopniu, niż jakikolwiek inny realny detal. Śmiech jest tu symbolem nowoczesności, pełnym odniesień do klimatu nocnego życia wielkich metropolii, stanowiących dla Boccioniego ten aspekt postępu, który uosabia niepohamowaną witalność oraz kpinę z tradycyjnych wzorców życiowych. Symbolem nowoczesności jest również dla Boccioniego światło elektryczne. Obraz ujawnia jego zainteresowanie efektem rozczłonkowania formy pod wpływem elektrycznego oświetlenia. W ślad za ideami zawartymi w traktacie Marinettiego Zabijmy światło księżyca!, zastępuje on światłem elektrycznym romantyczną, mleczną poświatę księżyca.

## Druga wersja obrazu
Według hipotezy Maurizio Calvesiego z 1958 roku powodem, dla którego Boccioni przemalował obraz, było pojawienie się rozwiązań kubistycznych, zwłaszcza co do tła (krytyk wycofał się z tego twierdzenia 9 lat później). Joshua Charles Taylor z kolei w eseju z 1961 roku stwierdził, iż obraz został namalowany na nowym płótnie na podstawie płótna uszkodzonego, a Boccioni przy okazji dodał kubistyczne w formie butelki i kieliszki, których nie było na pierwotnych szkicach. Być może wersja ta powstała po jego powrocie z Paryża, gdzie oglądał on prace Picassa, Braque’a i swego przyjaciela Severiniego. Hipotezę o przemalowaniu obrazu w duchu kubistycznym poparł Ballo w 1964 roku, twierdząc przy okazji, że płótno zostało pocięte żyletką. Z podanego wyżej opisu Barbantiniego wynika, że ogólna kompozycja obrazu nie zmieniła się, a jego kolorystyka nie stała się żywsza czy bardziej agresywna. Tym niemniej można przypuszczać, że artysta powrócił do ukończonego płótna i dodał pewną liczbę linii i przedmiotów np. dublując stół czy dodając kieliszki, które stanowią nie tyle nawiązanie do kubizmu, ile są jego pierwszą próbę wniknięcia w przedstawiany temat i kompozycję dzieła.

## Szkice przygotowawcze
Przed namalowaniem obrazu Boccioni wykonał w latach 1910–1911 szereg szkiców przygotowawczych, w tym: Studium „Śmiechu” (1910–1911, ołówek na papierze, 11,4 × 15,2 cm, Museum of Modern Art) oraz Studium Śmiechu i Mężczyzna z wąsami (1911, ołówek na papierze, 11,1 × 15,2 cm, Collection Lydia Winston Malbin, Nowy Jork). Choć szkic drugi został wykonany szybciej i bardziej sumaryczny niż pierwszy, jest bliższy finalnej kompozycji obrazu, zwłaszcza jeśli chodzi o rozmieszczenie postaci. Na odwrotnej stronie papieru wersji drugiej artysta narysował wąsatego mężczyznę, który jest pierwszym szkicem męskich postaci, zabawianych rozmową dwóch kobiet Inne szkice przedstawiają one kobiety i mężczyzn w różnych proporcjach w stosunku do siebie i umiejscowieniu na obrazie oraz we wzajemnej relacji, wyrażonej przez mimikę. Cechą wspólną wszystkich szkiców jest śmiech, a kolejne ich wersje pozwalają prześledzić rozwój koncepcji artystycznej, prowadzącej do finalnej koncepcji, której ucieleśnieniem stał się obraz.

## Dzieje obrazu
Obraz został wiosną 1912 roku po wystawiony w Galerie Der Sturm w Berlinie, po czym sprzedany (razem z blisko 20 innymi obrazami) niemieckiemu kolekcjonerowi Wolfgangowi Borchardtowi. Kolejnym właścicielem płótna był Alfred Hess z Erfurtu (przed 1924 rokiem). W 1924 roku obraz kupił od niego marszand William A. Sinclair z Kassel. W 1931 roku zaproponował on rządowi włoskiemu nabycie obrazu, ale ponieważ oferta nie została przyjęta, sprzedał go 20 listopada 1932 roku Karlowi Beierlingowi z Bad Sooden-Allendorf, w którego rękach pozostawał do 1955 roku. Wówczas nabyli go Herbert M. i Nannette F. Rothschildowie z Kitchawan (hrabstwo Westchester w stanie Nowy Jork), po czym w 1959 roku przekazali jako dar na rzecz Museum of Modern Art.